# Pazifischer Hering
Der Pazifische Hering (Clupea pallasii) galt die längste Zeit als Form oder Unterart des Atlantischen Herings (Clupea harengus), seit etwa 25 Jahren aber wird er zunehmend als eigene Art, benannt nach Peter Simon Pallas, aufgefasst. Die Unterschiede sind fließend (er hat z. B. meist 52–55 Wirbel gegenüber 55–57), die Populationen aber geschieden – sympatrisch sind sie nur im nordosteuropäischen Eismeer (Weißes Meer). Trotz biologischer Ähnlichkeit verlief die Geschichte der Nutzung durch den Menschen sehr unterschiedlich.

## Verbreitung
Der Pazifische Hering kommt zwischen Korea (Gelbes Meer), Nordjapan (N-Honshū, Hokkaidō), der Beringstraße, den Aleuten und Kalifornien (oder N-Mexiko) in küstennahen Gebieten vor (tiefste Fänge angeblich aus 475 m). Isolierte Populationen gibt es an der Nordküste Kanadas und (wie erwähnt) zwischen Murman-Küste und Ob-Mündung. Die Schwärme dringen mitunter in Flussmündungen vor, es gibt offenbar sogar vom Meer abgeschnittene Süßwasserpopulationen (einige Seen auf Sachalin, Hokkaidō, Honshū).

## Merkmale
Der Fisch wird (nachgewiesen) 46 cm lang (meist etwa 35 cm) und 19 Jahre alt. Geschlechtsreif ist er, je nach Wachstumsbedingungen, mit drei bis neun Jahren Alter.

## Lebensweise

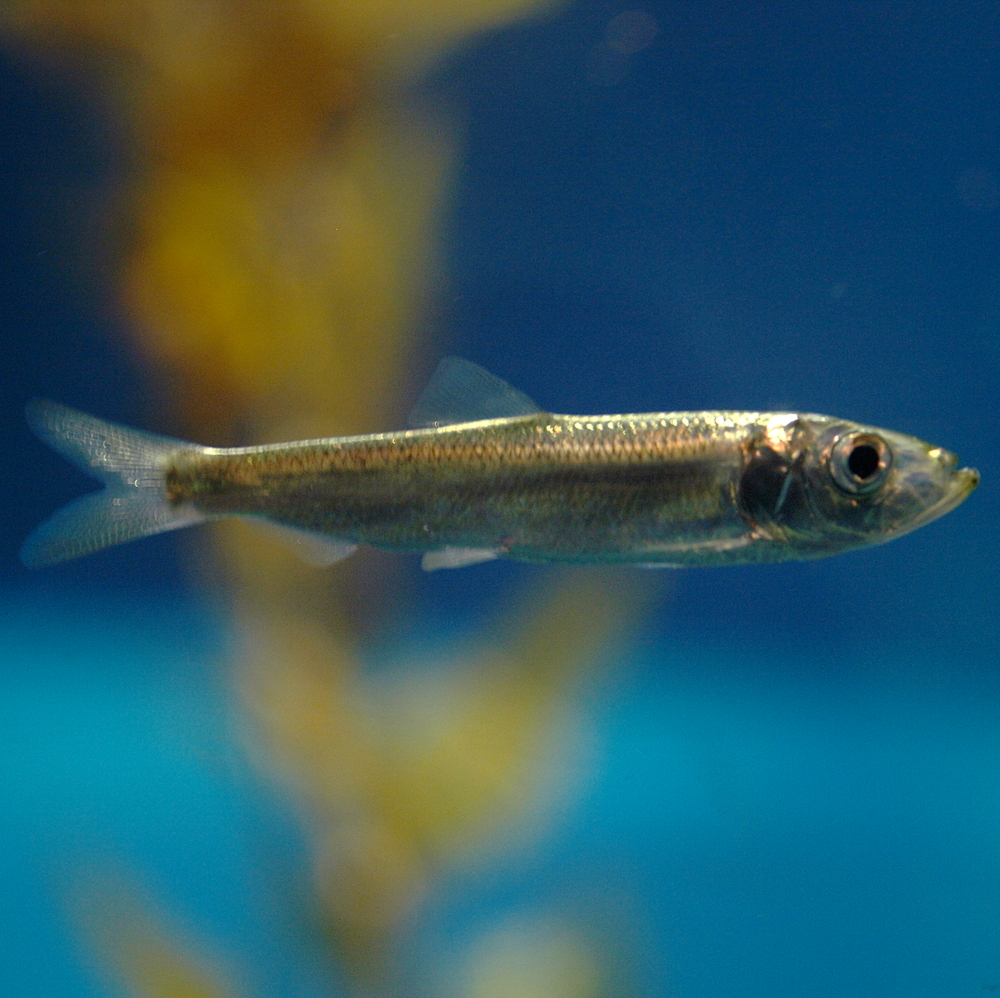
Nicht geschlechtsreifer Fisch

Durch die geringe Wandertendenz konnten sich etliche „Lokalrassen“ herausbilden: Im Gegensatz zum Atlantischen Hering bildet er keine großen Wanderzüge, sondern wechselt nur zur Laichzeit in seichtere (ufernahe) Zonen. In kalten Meeren herrscht dort meist geringere Salinität (Regen, Flüsse), und gerade diese ist für die Ei- und Larvenentwicklung vorteilhaft (vgl. auch Totoaba und andere Sciaenidae). Die Laichzeit fällt zusammen mit der Saison hoher Planktonproduktion: von Februar (NW-Pazifik) fortschreitend bis Oktober (San-Diego-Region), meist bei Temperaturen von 3–9 °C.

## Fischfang
Im Gegensatz zum Atlantischen Hering, der sich in ganz Europa seit Jahrhunderten volkstümlicher Bekanntheit erfreut, ist der Pazifische Hering als Speisefisch nur lokal von Bedeutung, z. B. in Korea. Dennoch gingen Ende des 20. Jahrhunderts die Fänge stark zurück, so dass Schutzbestimmungen erlassen werden mussten. Grund dafür war in erster Linie, dass die Eier (der „Rogen“) in Japan eine beliebte Delikatesse sind, um die man sich (nach Aufhebung eines Importverbotes ca. 1972) auch an der nordamerikanischen Westküste bemühte. In wichtigen Laichgebieten wurden großflächig Seetang-Matten (Macrocystis pyrifera u. a.) eingebracht und dann mit dem darauf abgesetzten Laich eingesalzen und verschifft. Oder man versandte die Rogner sozusagen als „Kaviar-Behälter“ eingesalzen nach Ostasien – die ausgestreiften Körper der Weibchen und die Männchen („Milchner“) dienten dann großteils der Produktion von Fischmehl und Fischöl oder als Dünger. 1964 fing man fast 800.000 Tonnen, seit den Achtzigern aber stets viel weniger, z. B. 1999 knapp 472.000 Tonnen. Schutzprogramme dürften die Bestände, die lokal auch durch Abwässer und Biotopzerstörungen gefährdet sein können, nunmehr sichern (einige Bestände haben sich noch nicht erholt). Zum Vergleich: Von der atlantischen Art werden meist drei- bis viermal mehr gefangen.